# Wangerooge

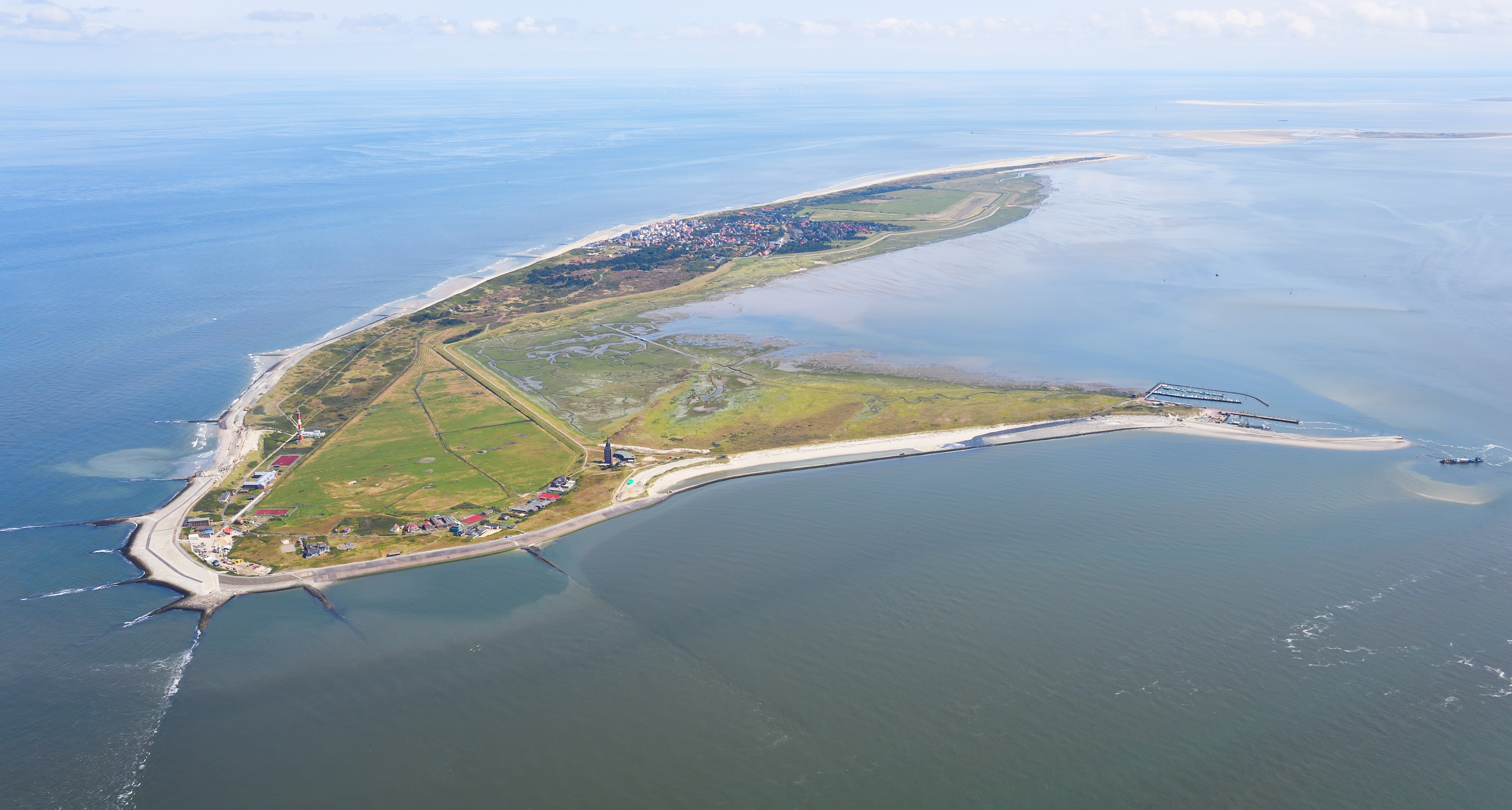
Wangerooge

Wangerooge (Nedersaksisch: Wangeroog) is een van de Duitse Waddeneilanden. Het behoort tot de gelijknamige gemeente. Wangerooge is het oostelijkst gelegen bewoonde eiland van de Oost-Friese Waddeneilanden. Het wordt van het eerstvolgende eiland Spiekeroog gescheiden door het zeegat de Harle. Wangerooge is ongeveer 8,5 kilometer lang en één kilometer breed, en telt een krappe 1000 inwoners. Het behoort tot de deelstaat Nedersaksen en de Landkreis Friesland.

## Geschiedenis
Als enige Oost-Friese eiland behoorde Wangerooge tot 1947 tot Oldenburg, waardoor het strikt genomen geen deel uitmaakt van Oost-Friesland.
Tot circa 1930 werd hier een variant van het Fries gesproken. Sinds dit Oost-Friese dialect is uitgestorven, leeft het Oostfries alleen voort in het Saterfries op het vasteland. Men spreekt op Wangerooge naast Hoogduits een Nedersaksisch dialect. Zie voorts Wangeroogs.
Tijdens de Tweede Wereldoorlog werd Wangerooge volgebouwd met bunkers, schuilkelders, een kustbatterij en radarposten. Dit werd gedaan door dwangarbeiders onder leiding en bewaking van de Organisation Todt. Op 25 april 1945 voerden de geallieerden een luchtaanval uit, waarbij 140 militairen, 120 dwangarbeiders en 64 eilandbewoners omkwamen. Onder de omgekomen dwangarbeiders waren 48 Nederlanders.
Op 5 mei 1945 gingen 45 overlevende Nederlanders aan boord van de Joanna, een door de Duitsers gevorderde Nederlandse schuit die in het haventje van Wangerooge lag. Een jonge kapitein van de Kriegsmarine zou hen naar Delfzijl brengen. Met deze havenstad in zicht liep de Joanna op een zeemijn en verging. Slechts zes opvarenden overleefden de ramp. Op 8 mei 2013 werd in de haven van Delfzijl een monument onthuld voor de slachtoffers.

## Geografie
Wangerooge is een Duits eiland in het zuidelijke deel van de Noordzee. Het is het oostelijkste bewoonde Oost-Friese Waddeneiland. Het eiland heeft een lengte van circa 8,5 kilometer in oost-westelijke richting. De breedte in noord-zuidelijke richting bedraagt maximaal 2,2 kilometer in het westelijke deel. Ter hoogte van het dorp is dit 1,2 kilometer. De afstand tot het vasteland is zeven kilometer. Ten westen van Wangerooge ligt op twee kilometer het oostelijkste punt van het eiland Spiekeroog dat van Wangerooge gescheiden wordt door het zeegat Harle. Twee kilometer zuidoostelijk ligt, gescheiden door de Blaue Balje het eiland Minsener Oog.
Het zandstrand aan de noordzijde van Wangerooge is circa 100 meter breed en heeft een lengte van drie kilometer. In het oosten gaat dit over in een 500 meter breed en drie kilometer lang veld met zandafzettingen. In het westen van het eiland bevinden zich nog twee andere stranden van een halve en kilometer lengte. Ten zuiden van het eiland ligt de Waddenzee, die net als de eilanden tot het Nationaal Park Nedersaksische Waddenzee behoort en bij laagwater grotendeels droogvalt. Onder het eiland ligt op circa 15 meter diepte de geestgrondbasis. Het hoogste punt van het eiland is de uitkijkduin met een hoogte van 17 meter. Hierop is in 1990 een uitkijkplatform ingericht. De overige duinen hebben een hoogte tot 12 meter.

## Toerisme
Wangerooge is een duineneiland dat leeft van het toerisme. Jaarlijks bezoeken ruim 80.000 toeristen het eiland. Het is te bereiken met de veerboot vanuit Harlesiel en met lijnvluchten. Net als op Schiermonnikoog en de meeste andere Oost-Friese eilanden mogen op Wangerooge geen auto's rijden. Tussen de veerhaven en het dorp Wangerooge, het enige op het eiland, ligt de spoorlijn Wangerooge - Westanleger die als enige eilandspoorweg geëxploiteerd wordt door Deutsche Bahn.
Op Wangerooge is het bezoekerscentrum "Rosenhaus" van het Nationaal Park Nedersaksische Waddenzee te vinden, waar jaarlijks ongeveer 40.000 bezoekers komen.

## Geboren
- Peter Wilhelm Janssen (1821-1903), Nederlands ondernemer en filantroop van Duitse afkomst

## Fotogalerij

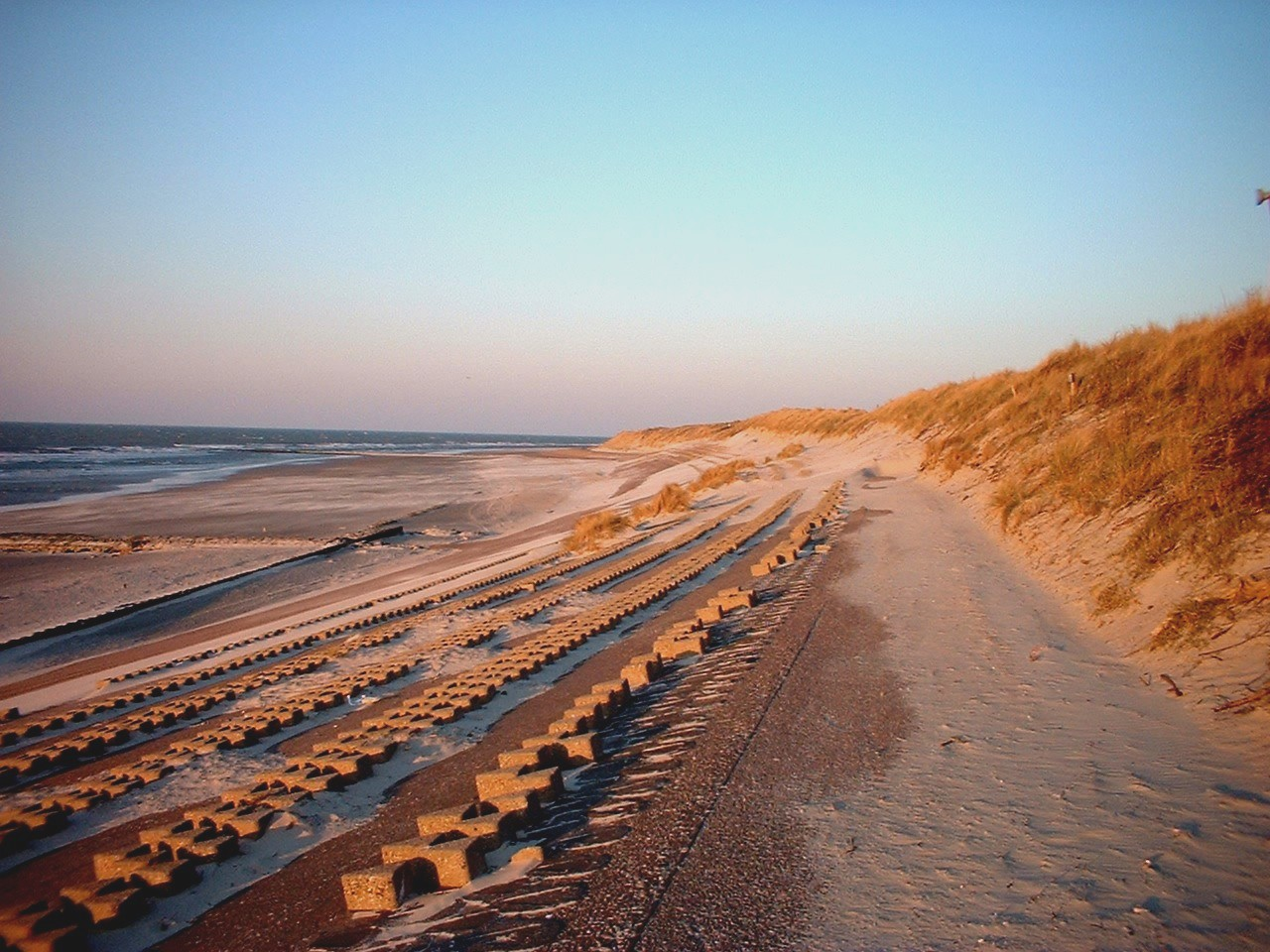
De duinen
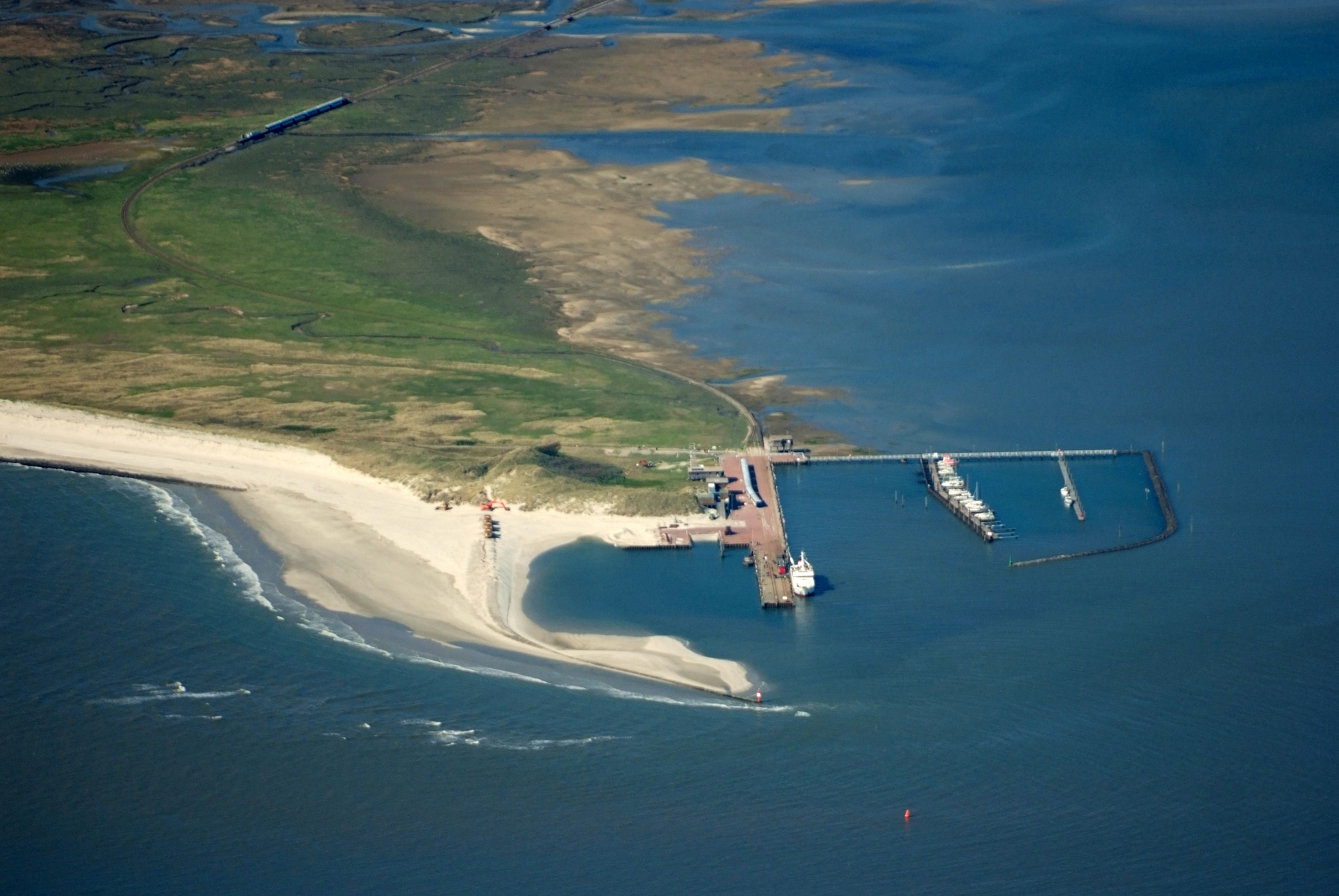
Haventje Westanleger
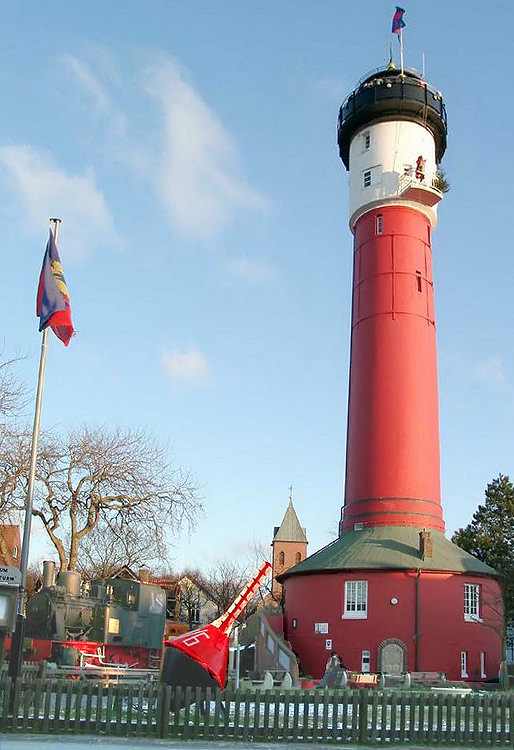
Oude vuurtoren
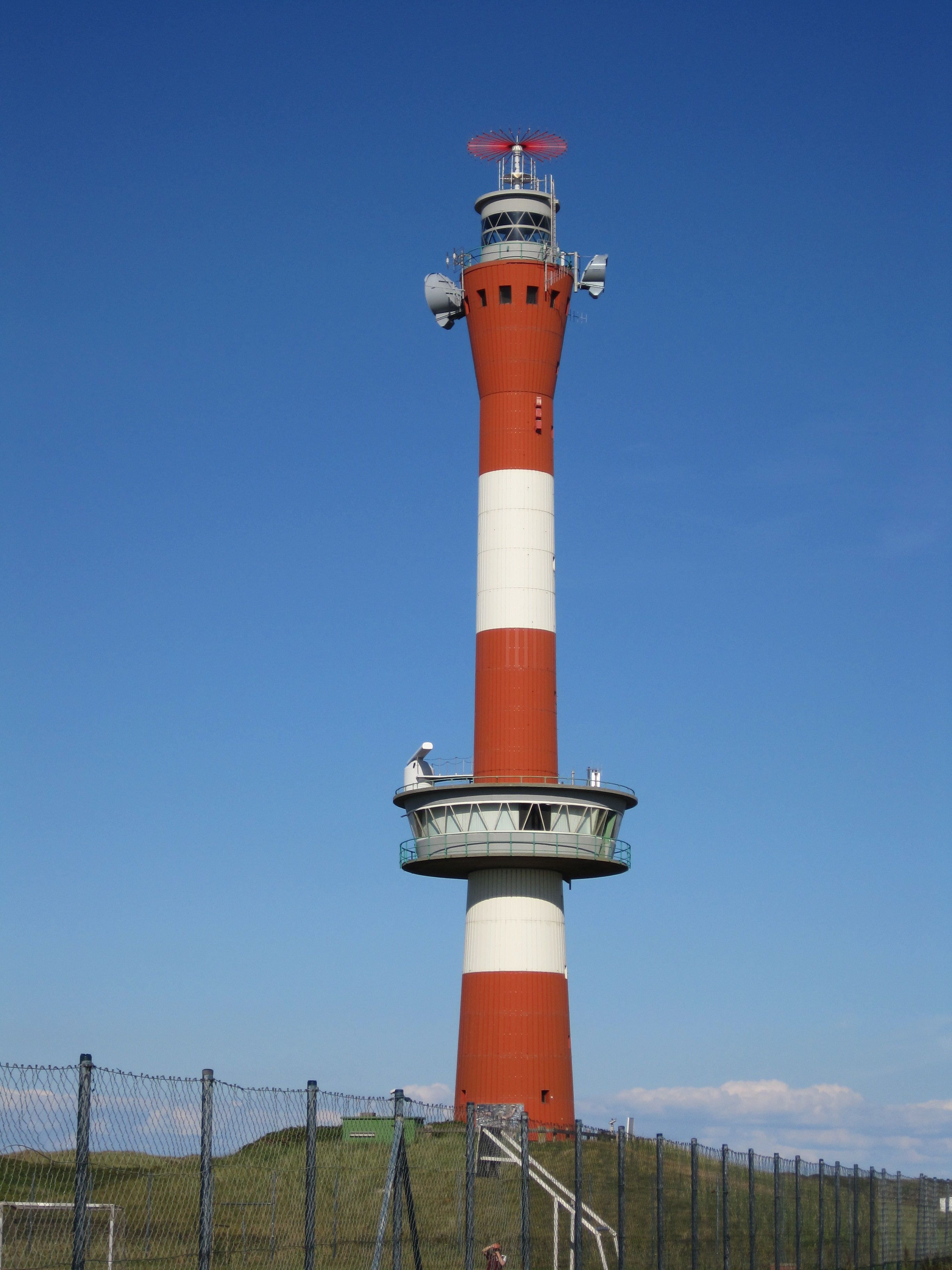
Nieuwe vuurtoren
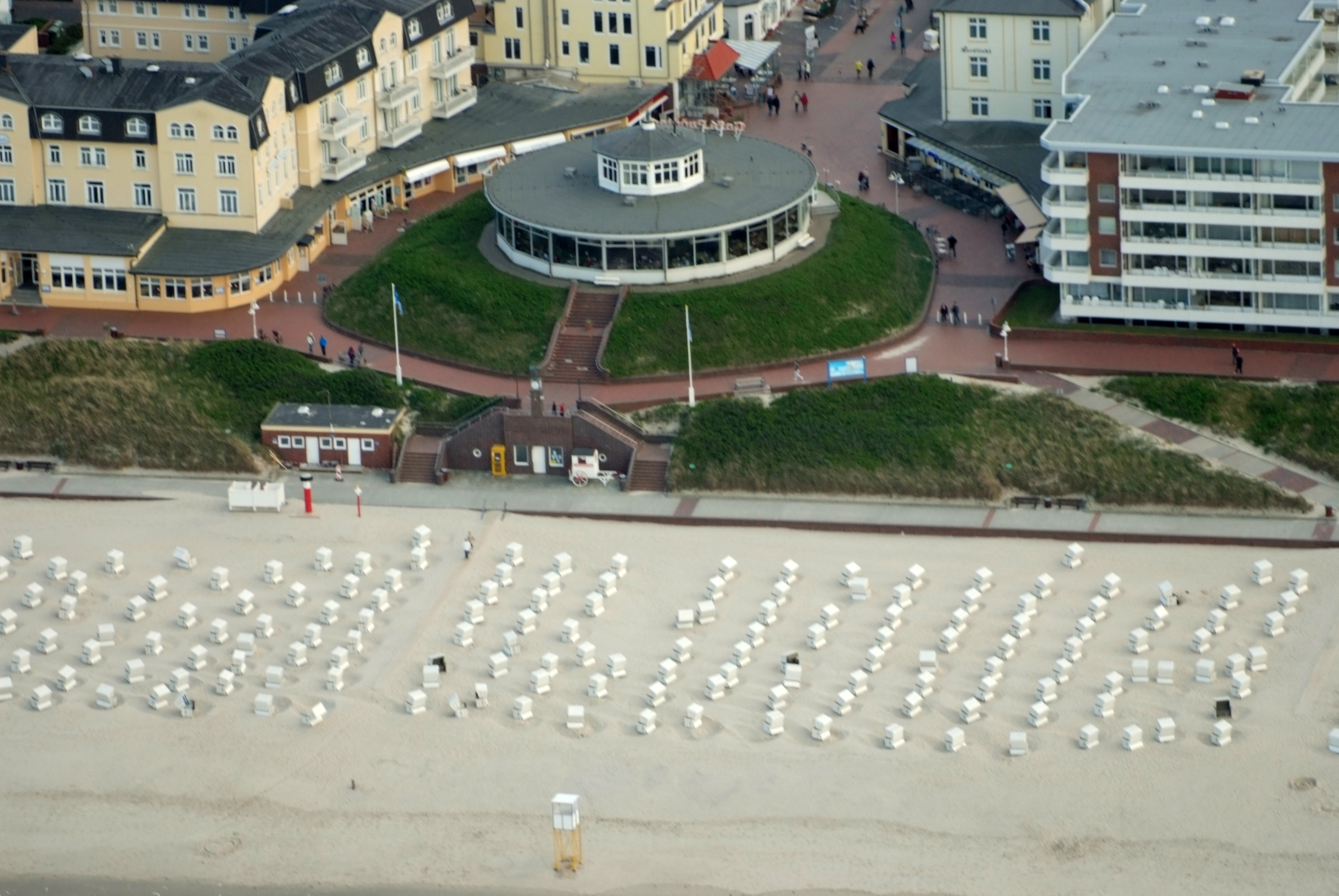
Café Pudding op een voormalige bunker uit WO II
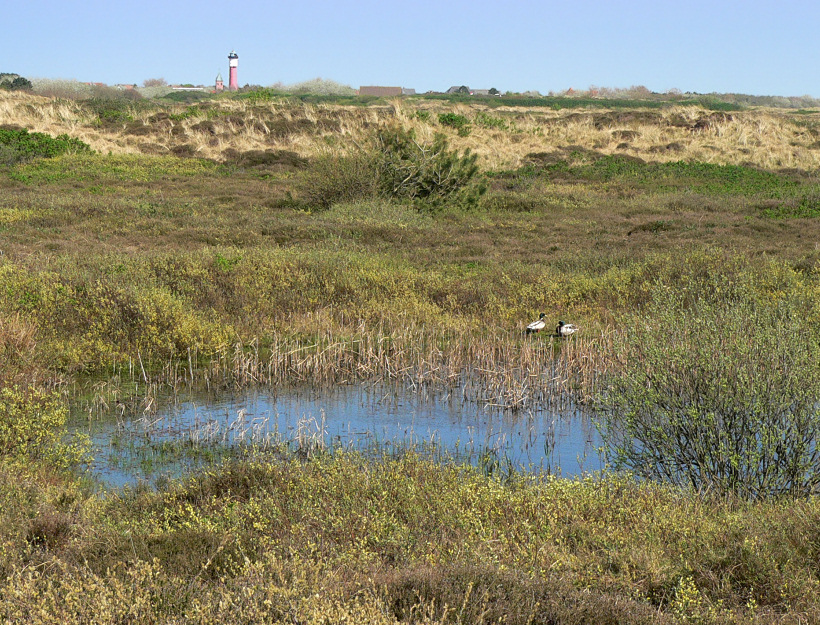
Een van de met water gevulde bomtrechters uit WO II, die van grote ecologische waarde zijn
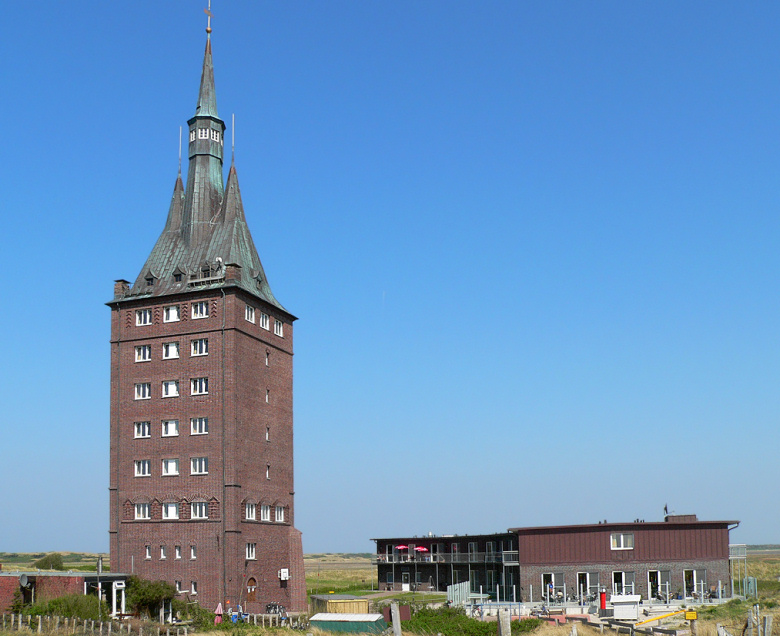
De Westturm (Westertoren), die ook in vlag en wapen van het eiland en de gemeente Wangeroog is weergegeven
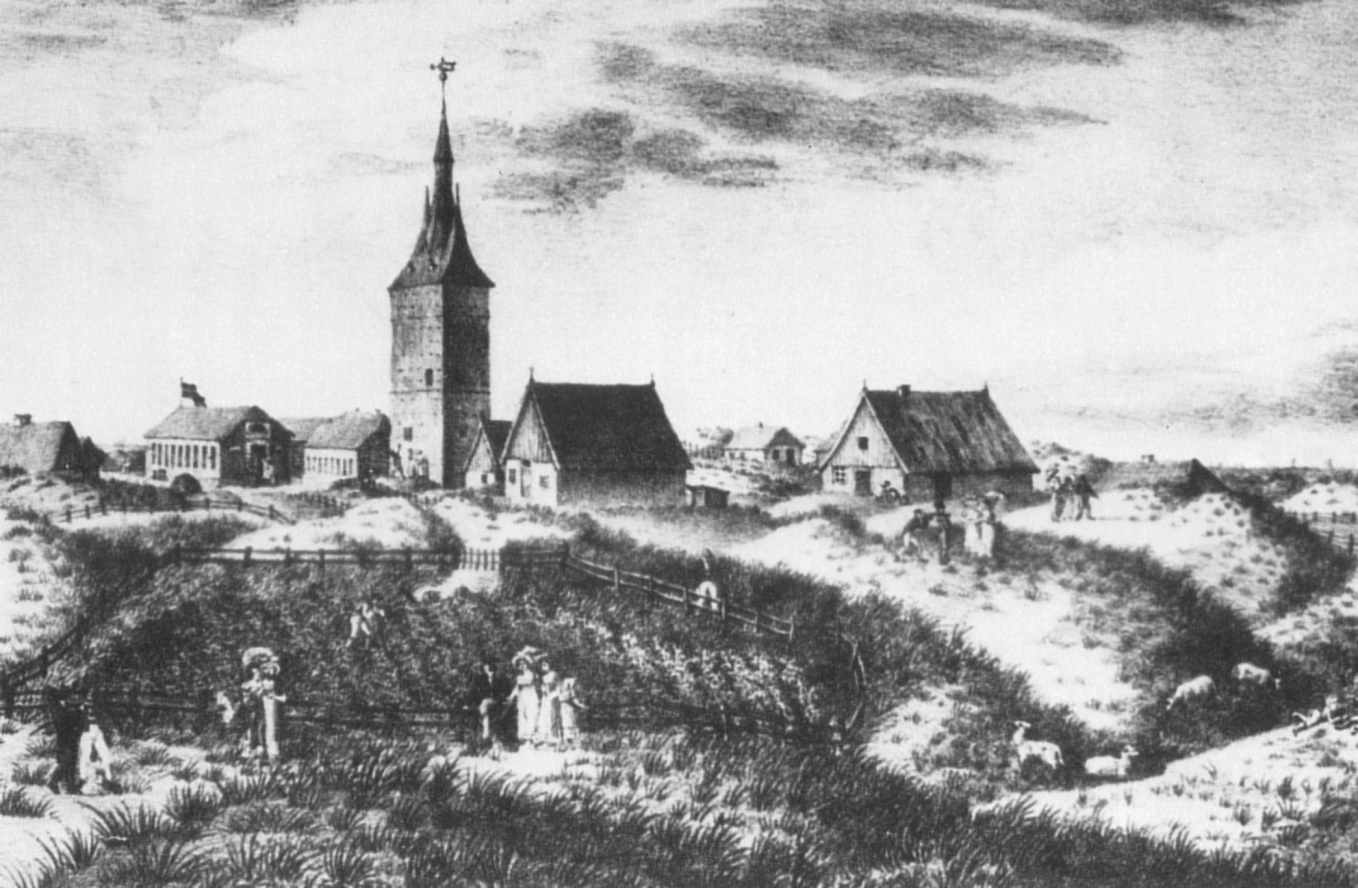
De oude Westturm (1602-1914), bouwkundig voorbeeld voor het huidige gebouw, tussen de dorpshuizen. Prent uit 1845.